# Urucurituba
Urucurituba là một đô thị thuộc bang Amazonas, Brasil. Đô thị này có diện tích 2906,68 km², dân số năm 2007 là 17020 người, mật độ 5,86 người/km².